# Atentados del 11 de abril de 2007
Los atentados del 11 de abril de 2007 fueron dos ataques terroristas simultáneos cometidos en la ciudad de Argel, capital de Argelia, por Al Qaeda del norte del África islámica. Uno de ellos con un coche bomba que explotó en el aparcamiento del Palacio de Gobierno, donde se encuentran las oficinas del primer ministro. El segundo ataque fue contra una comisaría. Protección Civil confirmó que 24 personas murieron y 222 resultaron heridas. Doce de los muertos lo fueron en el atentado contra la sede de gobierno y los otros 12 en la comisaría de policía de la barriada de Bad Ezzuar.
El atentado contra la sede del Palacio del Gobierno se produjo a las 10.45 hora local y la explosión desató escenas de pánico entre la población.
Según los testimonios recogidos en el lugar de los hechos, el autor del atentado, que logró penetrar en el aparcamiento de la sede del Ejecutivo, habría muerto en la explosión de su coche bomba. "Se trata de un atentado suicida y el chófer murió dentro de su automóvil", indicaron varios testigos.
El primer ministro argelino Abdelaziz Belkhadem, declaró momentos después y clasificó los atentados de cobardes y criminales. Además añadió:

Estos actos criminales tienen lugar en un momento en el que los argelinos buscan la reconciliación nacional y tienden su mano.

El mayor número de víctimas correspondió a los policías que se encontraban de servicio delante de la puerta del edificio gubernamental. "Varios transeúntes murieron también o resultados heridos", aseguró un miembro de este organismo, mientras envolvía en una tela los restos de un hombre destrozado. Por lo menos ocho automóviles que circulaban cerca del lugar fueron también seriamente afectados y sus pasajeros heridos, así como los inmuebles colindantes con la sede oficial.
La policía argelina acordonó rápidamente el lugar adonde llegaron varias ambulancias para evacuar a las víctimas a diversos centros hospitalarios.
El segundo atentado, en un escenario similar, tuvo lugar frente a la comisaría de Bab Ezzuar, no lejos del aeropuerto, y las víctimas fueron también agentes y personas que pasaban por el lugar.

## Atribución de los atentados
La llamada 'Al Qaida del Magreb Islámico' ha asumido la autoría del doble atentado y también se ha atribuido los atentados del 10 de abril de 2007 ocurridos en Casablanca, Marruecos.
Al Qaida en el Magreb fue conocido anteriormente como el Grupo Salafista para la Predicación y el Combate (GSPC).
Los salafistas han proclamado en varias ocasiones a través de panfletos y por medio de internet que están dispuestos a proseguir la yihad (guerra santa), y rechazan todas las medidas de amnistía y perdón que les ha ofrecido el Gobierno argelino.
Se calcula que los efectivos de este grupo terrorista ascenderían a unos trescientos, la mayor parte de ellos desplegados en la montañosa Cabilia, donde desde el 23 de marzo de 2007 el Ejército argelino desató una operación de rastreo con el apoyo de helicópteros de combate.